# Hypnella
Hypnella là một chi rêu trong họ Sematophyllaceae.